# كينت كارتر
كينت كارتر (بالإنجليزية: Kent Carter)‏ هو عازف جاز أمريكي، ولد في 12 يونيو 1939 في هانوفر في الولايات المتحدة.

## وصلات خارجية
- كينت كارتر على موقع IMDb (الإنجليزية)
- كينت كارتر على موقع ميوزك برينز (الإنجليزية)
- كينت كارتر على موقع أول ميوزيك (الإنجليزية)
- كينت كارتر على موقع ديسكوغز (الإنجليزية)